# Chinedu Obasi
Chinedu « Edu » Obasi Ogbuke, né le 1er juin 1986, est un footballeur nigérian. Il joue comme attaquant, et a fait 18 apparitions pour l'équipe nationale du Nigeria. 
Il a été élevé dans la même famille que Felix Ogbuke, joueur du Legia Varsovie.

## Biographie
« Edu », comme il est également appelé, est venu en Norvège en même temps que son compatriote John Obi Mikel. Chinedu a impressionné durant le championnat du monde des moins de 20 ans aux Pays-Bas à l'été 2005, et a marqué pendant la demi-finale et la finale (que le Nigeria a perdu face à l'Argentine). 
Le 20 décembre 2006 un accord de transfert a été annoncé avec le Lokomotiv Moscou et Ogbuke devait rejoindre le championnat russe en janvier 2007. Le transfert n'a finalement pas abouti à cause des évictions du président, du directeur sportif et du manager du Lokomotiv six jours plus tard.
Le 27 août 2007, Edu a signé au 1899 Hoffenheim pour un montant non révélé.
Le 19 août 2008, alors qu'il est avec la sélection nigériane pour les Jeux olympiques, il réalise un doublé lors de la victoire 4-1 face à la Belgique, et offre ainsi une qualification en finale contre l'Argentine pour une revanche des JO d'Atlanta en 1996 (victoire 3-2 du Nigeria).
C'est le 23 août 2008 que fut jouée cette finale, qui se sera terminé par une victoire 1-0 pour l'Argentine (but de Ángel Di María). Il est sélectionné pour la Coupe du monde 2010 en Afrique du Sud.
Le 23 décembre 2011, son prêt vers le club allemand du FC Schalke 04 est annoncé. Ce prêt avec option d'achat fait suite à sa mise à l'écart du groupe professionnel de son club d'Hoffenheim.

## Palmarès

### En Club
- TSG Hoffenheim :
  - Vice-champion de 2. Bundesliga en 2008.
- AIK Solna :
  - Vice-champion de Allsvenskan en 2016 et 2017.

### En sélection
- Nigeria - 20 ans :
  - Finaliste de la Coupe du monde des moins de 20 ans en 2005.
- Nigeria olympique :
  - Médaille d'argent  JO de Pékin 2008 en 2008.

### Individuel
- Championnat de Norvège : Joueur du mois d'août 2006.
- Kniksen award 2006  : Meilleur espoir de l'année 2006.